# ТЭП60
ТЭП60 (тепловоз с электрической передачей, пассажирский для буксировки или толкания пассажирских вагонов, 60-я серия) — пассажирский шестиосный тепловоз с электрической передачей постоянного тока, производившийся в СССР на Коломенском тепловозостроительном заводе с 1960 по 1987 годы. Выпускался в двух вариантах — односекционном и двухсекционном. Всего был построен 1241 односекционный тепловоз ТЭП60 и 116 двухсекционных 2ТЭП60. В период 1970—1980-х годов тепловозы ТЭП60 были основными пассажирскими тепловозами на железных дорогах СССР, однако затем стали выводиться из эксплуатации.
Для своего времени ТЭП60 — самый скоростной тепловоз в мире, на нём достигнута скорость 193 км/ч.

## История

### Предпосылки к созданию
После эры паровозов первым пассажирским тепловозом стал ТЭ7, а пассажирским электровозом — ВЛ60П. Эти локомотивы по конструкции фактически представляли собой грузовые ТЭ3 и ВЛ60, минимально адаптированные к работе с пассажирскими поездами. В связи с особенностями конструкции экипажной части ВЛ60П имел ограниченную скорость движения. ТЭ7 имел тележки и устройства возвращения, обеспечивавшие скорости до 140 км/ч, но имел для пассажирского локомотива слишком большую массу в двух секциях. В связи с необходимостью массовой замены пассажирских паровозов полноценными пассажирскими локомотивами и появился тепловоз ТЭП60.

### Проектирование
Тепловозы ТЭП60 начали проектировать в 1956 году на Коломенском тепловозостроительном заводе по заданию Министерства путей сообщения. Заданием на проектирование предусматривалось создание одно- и двухсекционного тепловоза с осевой формулой 30−30, сцепной массой 126 тонн, дизелем мощностью 3000 л. с., электрической тяговой передачей, опорно-рамным подвешиванием тяговых двигателей и конструкционной скоростью 140 км/ч.
В 1957 году завод выпустил грузовой тепловоз ТЭ50, который по своей конструкции в значительной степени стал прототипом для будущих пассажирских тепловозов. Тепловоз имел кузов со скруглёнными кабинами, две трёхосные тележки и дизель 10Д45 мощностью 3000 л. с. В ходе испытаний данного тепловоза был выявлен ряд недостатков в конструкции, которые планировалось устранить в дальнейшем при выпуске пассажирских локомотивов.
Проектирование тепловоза велось под руководством главного конструктора по локомотивостроению Л. С. Лебедянского, непосредственным руководителем проекта был его заместитель Г. А. Жилин. В мае 1959 года Коломенский завод представил три варианта тепловоза: односекционный двухкабинный с двумя трёхосными тележками (как и ТЭ50), двухсекционный однокабинный с двумя двухосными тележками в секции и аналогичный односекционный двухкабинный. В итоге было решено остановиться на первоначальном варианте.
Серия, присвоенная тепловозу, означала следующее: Т — Тепловоз, Э — с электрической тяговой передачей, П — пассажирский, 60 — номер серии.

### Выпуск
Первый тепловоз ТЭП60-0001 был построен в апреле 1960 года. В 1960 году был построен второй такой тепловоз. Серийный выпуск тепловозов был начат в 1961 году и продолжался до 1985 года, а с учётом двухсекционных тепловозов 2ТЭП60 — до 1987 года.
В 1964 году Коломенский завод выпустил двухсекционные тепловозы 2ТЭП60 № 0001 и 0002, начав для них отдельную нумерацию. Секции этих тепловозов отличались от серийных ТЭП60 наличием в нерабочей (второй) кабине тепловоза сквозного прохода, расположенного под уменьшенным средним лобовым стеклом, и при необходимости могли эксплуатироваться как самостоятельные тепловозы. В дальнейшем тепловозы 2ТЭП60 выпускались эпизодически небольшими партиями с разрывом в несколько лет, но впоследствии их объём производства увеличивался. Последние тепловозы серии были выпущены в 1987 году.
В 1967 году на тепловозе ТЭП60-0211 в порядке эксперимента вместо двухтактного был установлен четырёхтактный дизель 5Д49 мощностью 3000 л. с., впоследствии применённый на тепловозах серии ТЭ109, 2ТЭ116 и других. Тепловоз получил обозначение серии ТЭП65, а затем ТЭП60А. В пассажирскую эксплуатацию этот экспериментальный тепловоз не поступил и в дальнейшем его кузов был использован для замены на попавшем в аварию тепловозе серии ТЭП60.
Всего в период с 1960 по 1987 год было построено 1240 тепловозов ТЭП60, 1 тепловоз ТЭП60А и 116 двухсекционных тепловозов 2ТЭП60 (232 секции), то есть в целом было выпущено 1473 секции. Данные по выпуску тепловозов ТЭП60 по годам приведены в таблице:
| Год выпуска | Количество | Количество | Номера               | Номера     |
| Год выпуска | ТЭП60      | 2ТЭП60     | ТЭП60                | 2ТЭП60     |
| ----------- | ---------- | ---------- | -------------------- | ---------- |
| 1960        | 2          | —          | 0001, 0002           | —          |
| 1961        | 10         | —          | 0003—0012            | —          |
| 1962        | 17         | —          | 0013—0029            | —          |
| 1963        | 36         | —          | 0030—0065            | —          |
| 1964        | 45         | 2          | 0066—0110            | 0001, 0002 |
| 1965        | 45         | —          | 0111—0155            | —          |
| 1966        | 27         | 12         | 0156—0182            | 0003—0014  |
| 1967        | 53         | —          | 0183—0235            | —          |
| 1968        | 48         | 6          | 0236—0283            | 0015—0020  |
| 1969        | 60         | —          | 0284—0343            | —          |
| 1970        | 65         | —          | 0344—0408            | —          |
| 1971        | 65         | —          | 0409—0473            | —          |
| 1972        | 60         | 3          | 0474—0533            | 0021—0023  |
| 1973        | 64         | —          | 0534—0597            | —          |
| 1974        | 62         | —          | 0598—0659            | —          |
| 1975        | 63         | —          | 0660—0722            | —          |
| 1976        | 26         | 20         | 0723—0748            | 0024—0043  |
| 1977        | 62         | —          | 0749—0810            | —          |
| 1978        | 63         | —          | 0811—0873            | —          |
| 1979        | 44         | 10         | 0874—0916, 1000      | 0044—0053  |
| 1980        | 65         | —          | 0917—0981            | —          |
| 1981        | 46         | 8          | 0982—0999, 1001—1028 | 0054—0061  |
| 1982        | 56         | 2          | 1029—1084            | 0062, 0063 |
| 1983        | 67         | —          | 1085—1151            | —          |
| 1984        | 62         | —          | 1152—1213            | —          |
| 1985        | 28         | 20         | 1214—1241            | 0064—0083  |
| 1986        | —          | 31         | —                    | 0084-0114  |
| 1987        | —          | 2          | —                    | 0115, 0116 |
| Всего       | 1241       | 116        | 0001—1241            | 0001—0116  |

### Эксплуатация
Тепловоз ТЭП60-0001 вместе с тепловозом ТЭП10-002 и электровозом серии Фп прошёл испытания по воздействию на путь на экспериментальном кольце ВНИИЖТа, а в январе 1961 года поступил для скоростных испытаний на линию Москва — Ленинград Октябрьской железной дороги. По результатам испытаний был установлен наибольший КПД тепловоза (29,2 %) и установлена максимальная конструкционная скорость тепловоза — 160 км/ч.
Первые тепловозы ТЭП60 работали некоторое время на линии Москва — Ленинград, затем тепловозы этой серии начали обслуживать пассажирские поезда на линиях Ленинград — Таллин и Лозовая — Мелитополь. В разные годы тепловозы ТЭП60 поставлялись в локомотивные депо:
- Тюмень Свердловской дороги;
- Засулаукс Прибалтийской дороги;
- Витебск, Орша и Минск Белорусской дороги;
- Брянск I, Смоленск и Фаянсовая Московской дороги;
- Ленинград-Финляндский, Ленинград-Сортировочный-Московский, Волховстрой и Бологое Октябрьской дороги;
- Мелитополь, Апостолово, Пологи, Пятихатки, Кривой Рог-Главный, Керчь и Днепропетровск Приднепровской дороги;
- Полтава Южной дороги;
- Барнаул Западно-Сибирской дороги;
- Волгоград и Саратов Приволжской дороги.

После начала в 1965 году серийного изготовления двухсекционных тепловозов 2ТЭП60 они также стали поступать в депо Смоленск Московской дороги, на Октябрьскую дорогу, в депо Саратов Приволжской дороги, для эксплуатации с тяжёлыми поездами на полигоне Илецк — Уральск — Саратов — Мичуринск-Уральский (1143 км), депо Мелитополь Приднепровской дороги, депо Полтава Южной дороги. Достаточно большое количество тепловозов 2ТЭП60 было приписано к депо Котовск Одесско-Кишиневской железной дороги. Там они эксплуатировались до начала 1990-х годов. В 1994 году линия Жмеринка — Котовск — Одесса была переведена на электротягу. Тепловоз 2ТЭП60-0065 был повреждён до степени исключения из инвентаря в результате крушения на разъезде Подсосенки.
В процессе эксплуатации некоторые односекционные тепловозы ТЭП60 были объединены в двухсекционные 2ТЭП60, а ряд двухсекционных 2ТЭП60, наоборот, расформирован на односекционные. Новосформированные 2ТЭП60 от заводских отличались номером (06хх) и, как правило — полноразмерным межсекционным переходом. Известны и случаи обратной переделки, например в Белоруссии, где 2ТЭП60-0049 — 0053 были распарены на одиночные тепловозы (секция А получала номер исходного тепловоза, секция Б — +100), таким образом возникли тепловозы с одинаковыми номерами (заводские и сформированные из 2ТЭП60).
Тепловозы ТЭП60 к середине 1970-х годов получили широкое распространение на многих железных дорогах СССР, став на некоторое время основными пассажирскими локомотивами. Они работали в основном на большинстве неэлектрифицированных участков Западно-Сибирской (депо Барнаул), Приднепровской (депо Пологи, Пятихатки, Кривой Рог, Керчь II, Днепропетровск и др.), Прибалтийской (депо Засулаукс), Белорусской (депо Минск, Орша, Витебск, Брест) железных дорог, и зачастую водили не только дальние и местные поезда, но в ряде случаев и пригородные.
Впоследствии в связи с увеличением веса пассажирских поездов мощности тепловозов ТЭП60 на ряде маршрутов оказывалось недостаточно, и они стали постепенно вытесняться более современными и мощными пассажирскими тепловозами серии ТЭП70. С конца 1980-х годов в связи с устареванием началось постепенное списание тепловозов ТЭП60, которое в период 1990-х и 2000-х годов стало массовым.
Самые последние тепловозы ТЭП60, эксплуатировавшиеся в ОАО «РЖД», были приписаны к депо Сальск. На конец 2008 года их там оставалось 4 штуки — ТЭП60-1029, 1039, 1094 и 1236. Их эксплуатация продолжалась до начала весны 2009 года с поездом Ростов — Волгоград. После этого тепловозы ТЭП60 были списаны и будут отправлены на утилизацию. Ранее имевшиеся в депо Сальск другие тепловозы этого типа уже утилизированы.
Эксплуатация тепловозов ТЭП60 на просторах бывшего СССР продолжилась в Белоруссии до декабря 2019 года, а в январе 2020 года последний рабочий ТЭП60 за №0429 был списан. До осени 2011 года они эксплуатировались в Литве.
25 января 2017 года загорелся тепловоз ТЭП60-0749 1985 года выпуска на станции Колядичи (Минский р-н). По предварительным данным, произошло возгорание дизельного двигателя тепловоза. В 13:32 возгорание полностью ликвидировали, был поврежден дизельный двигатель и закопчено помещение моторного отсека. Пассажиры не пострадали.
На 2024 год в эксплуатации находится ТЭП60-904 на полигоне Октябрьской железной дороги.

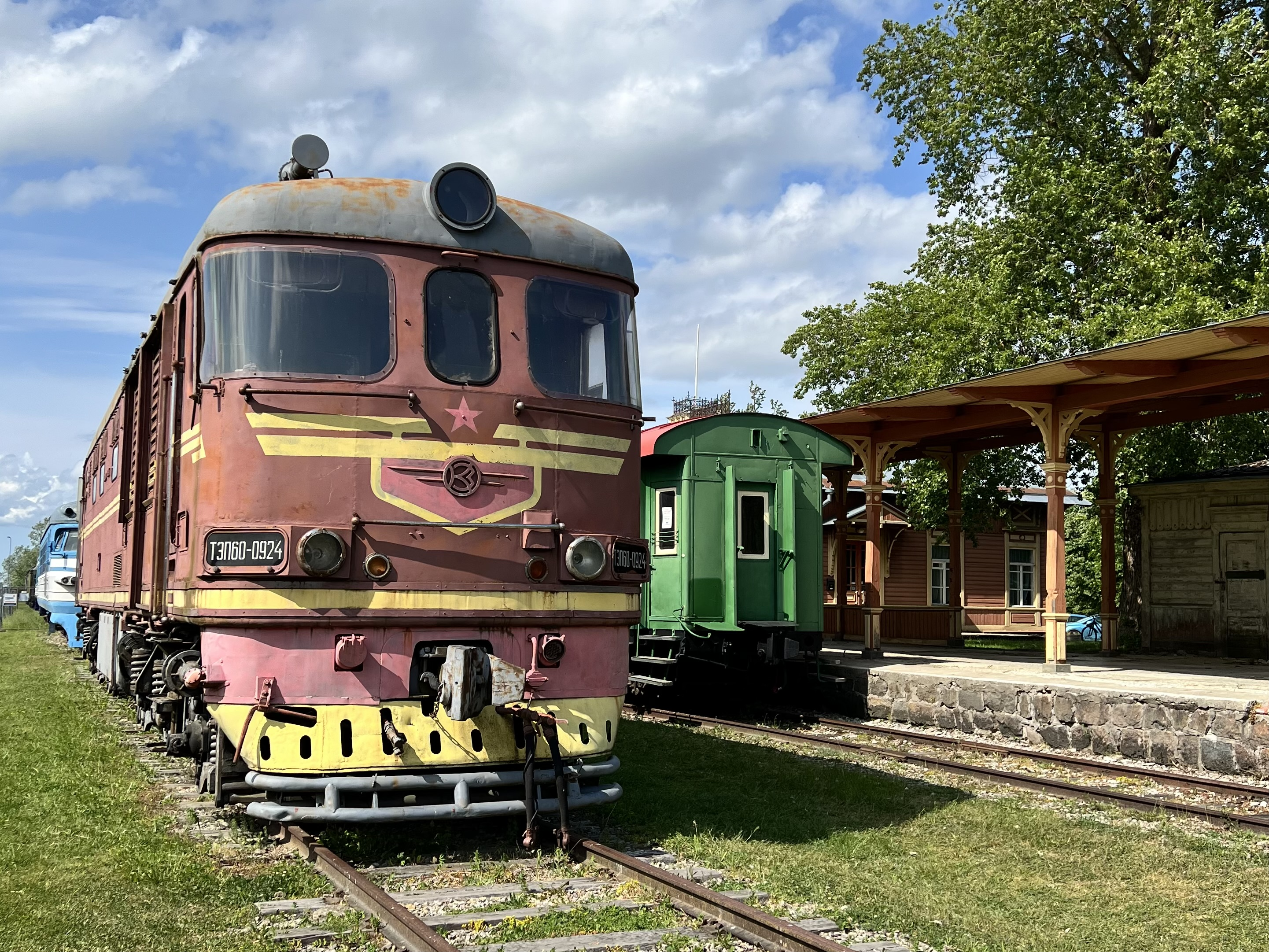
ТЭП60-0924 на станции Хаапсалу, Эстония
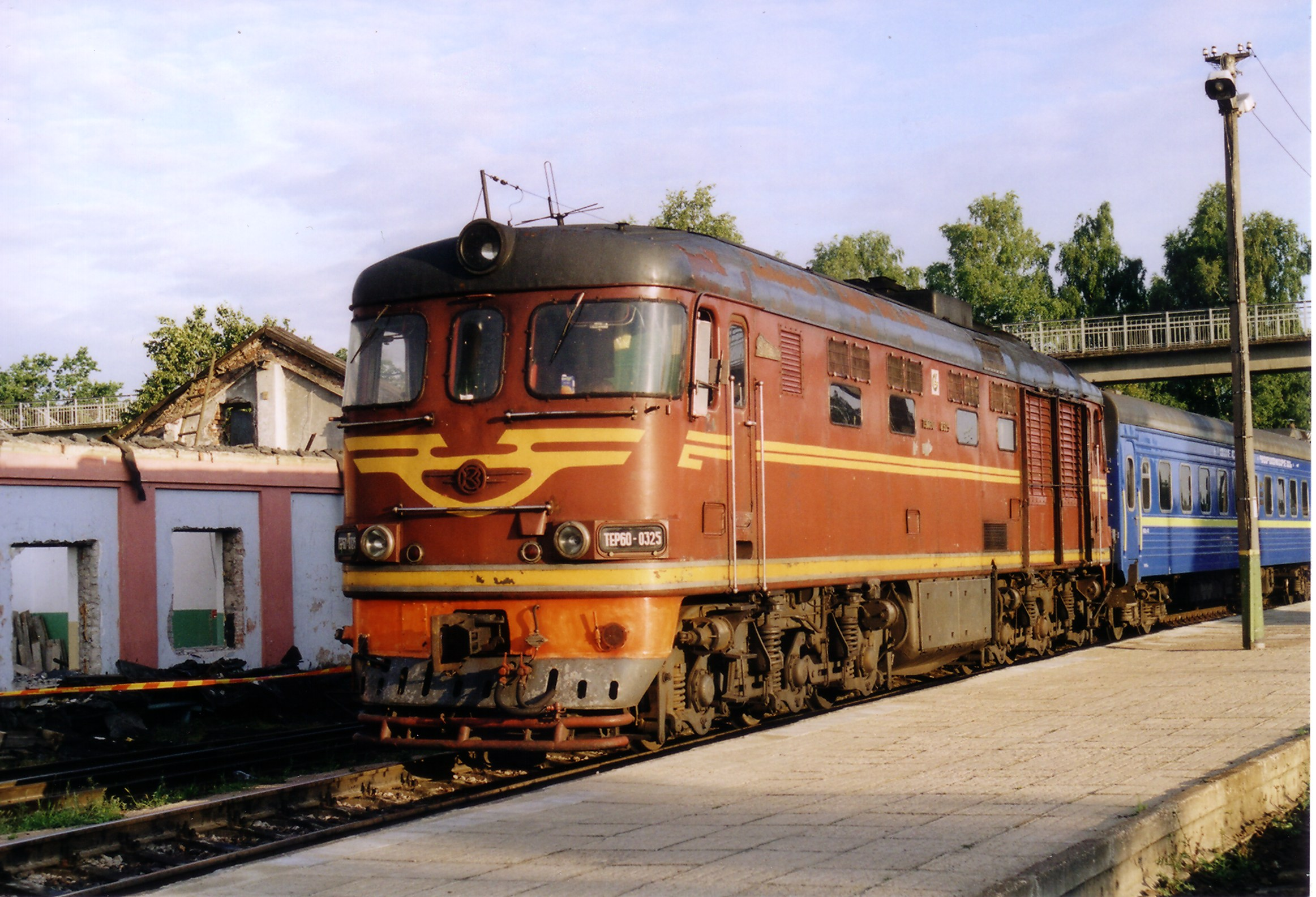
ТЭП60-0325 в Литве
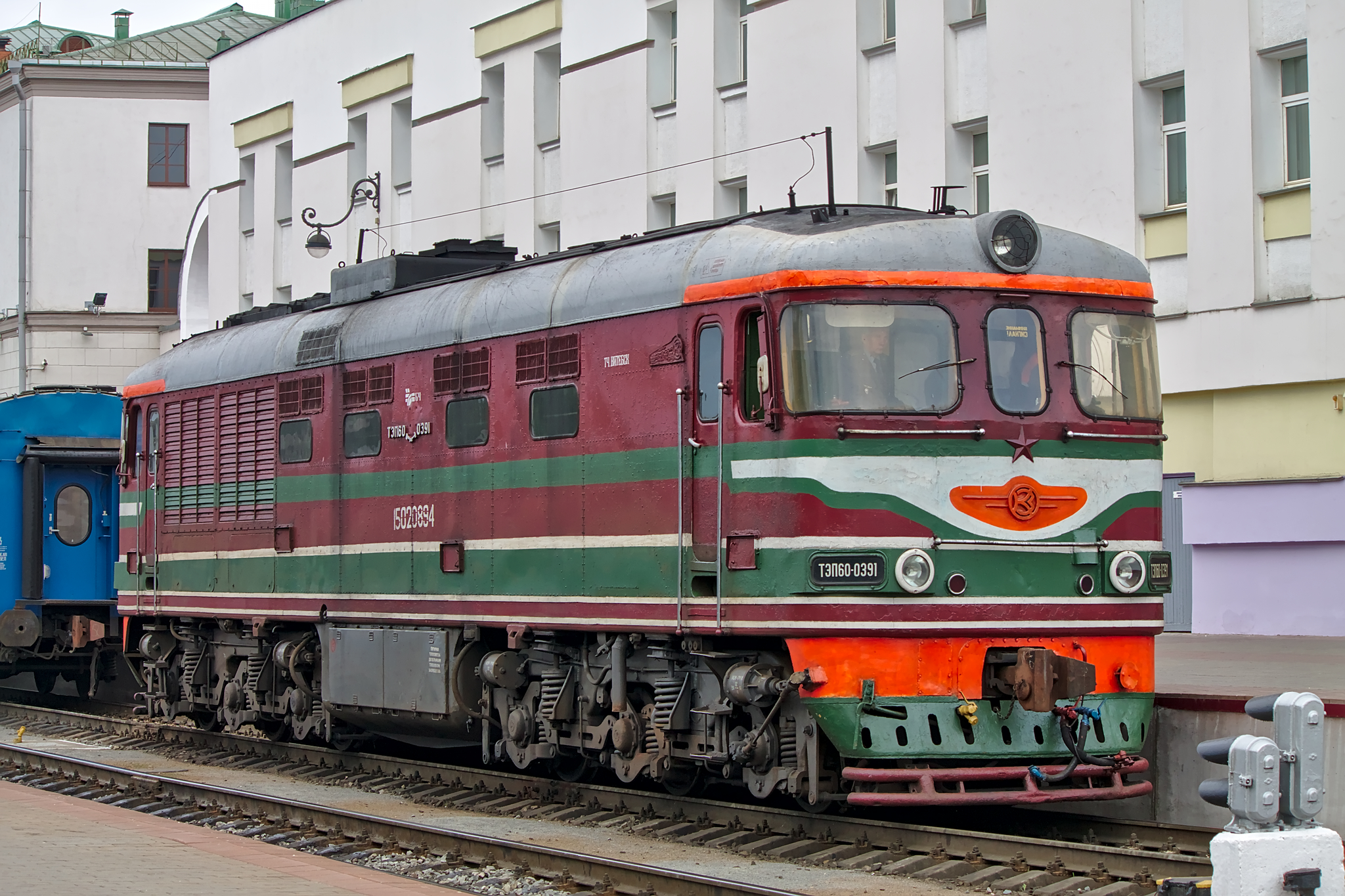
ТЭП60-0391 на станции Витебск, Беларусь
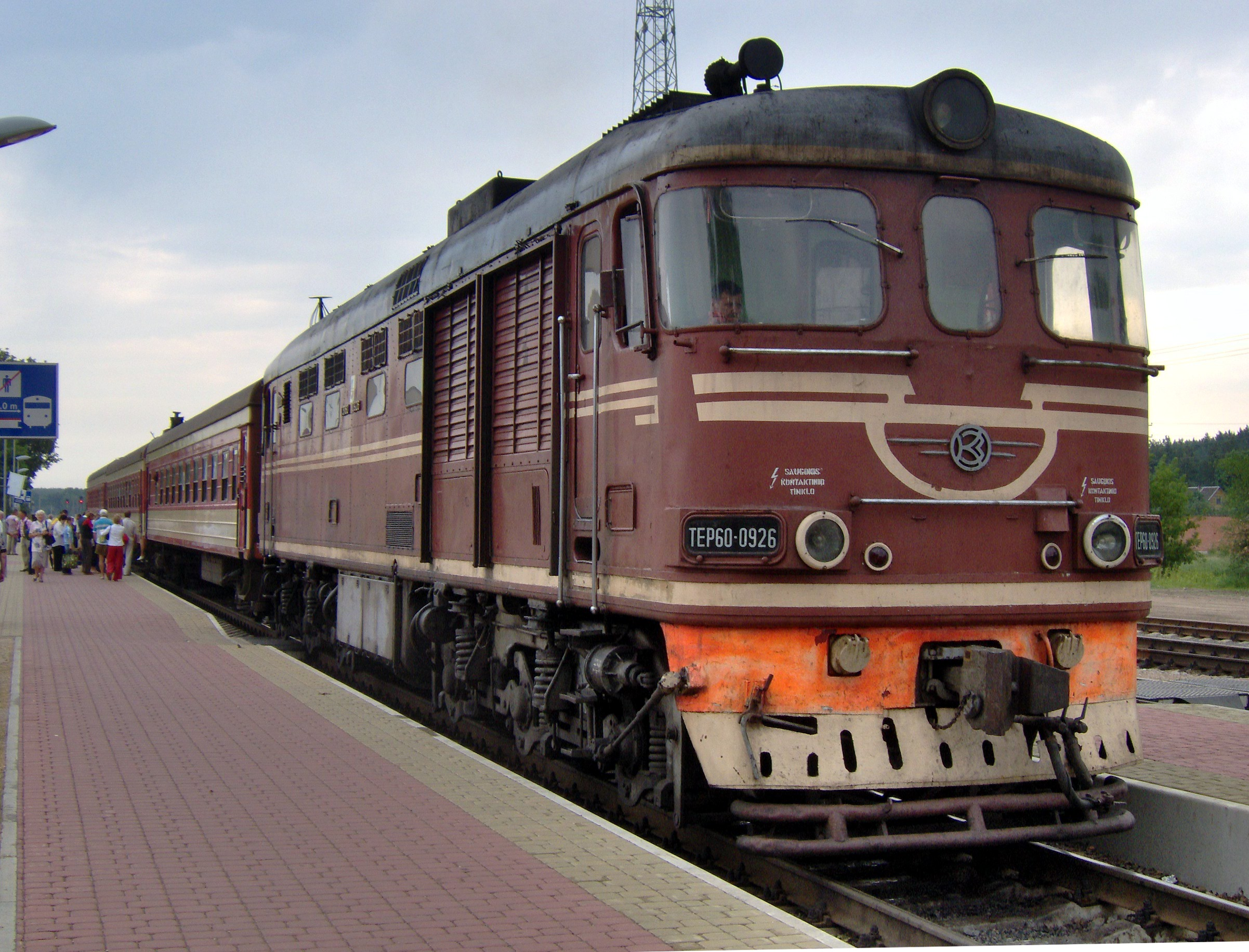
ТЭП60-0926 в Литве
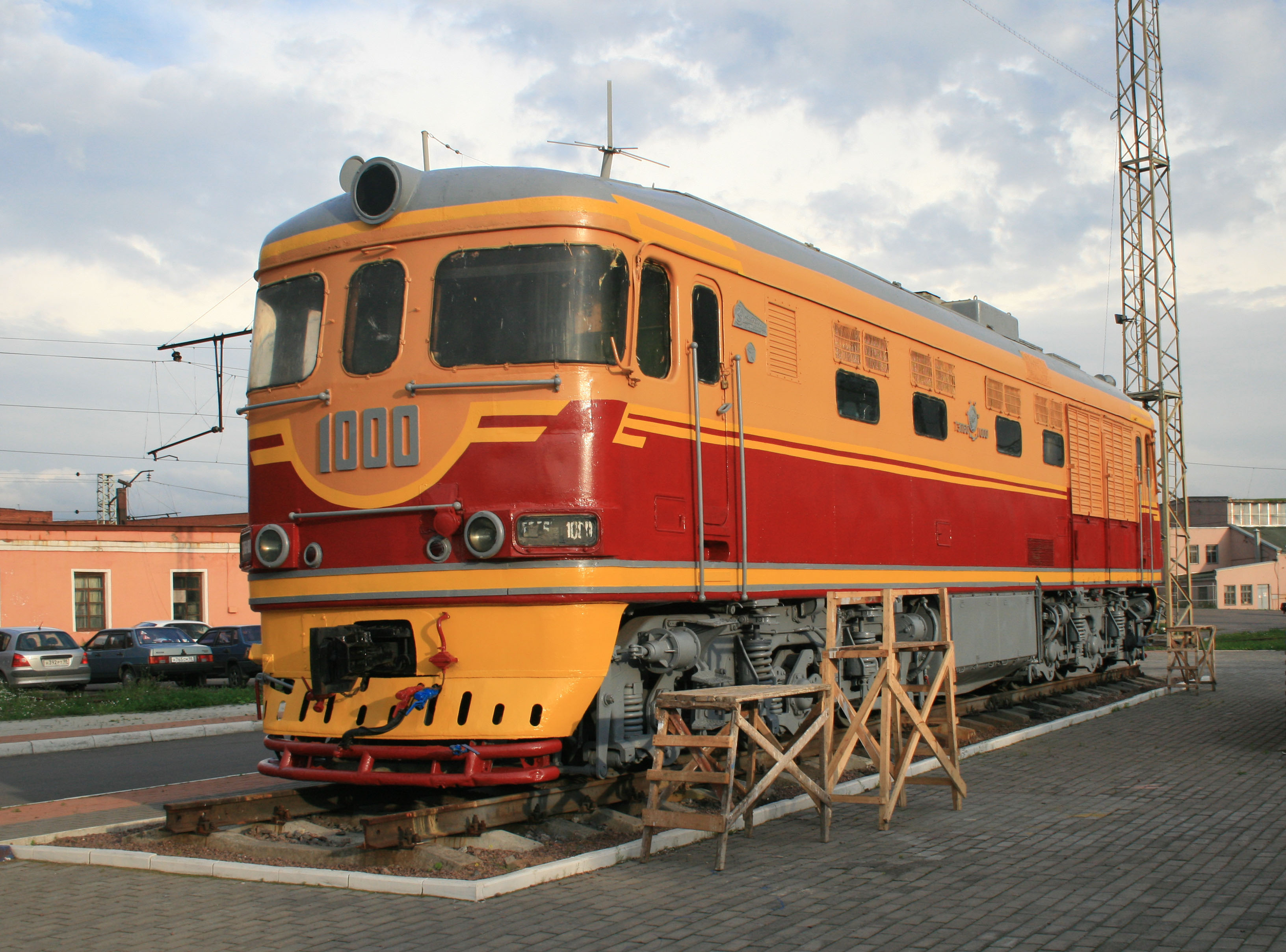
ТЭП60-1000, памятник в депо Санкт-Петербург-Пассажирский-Московский
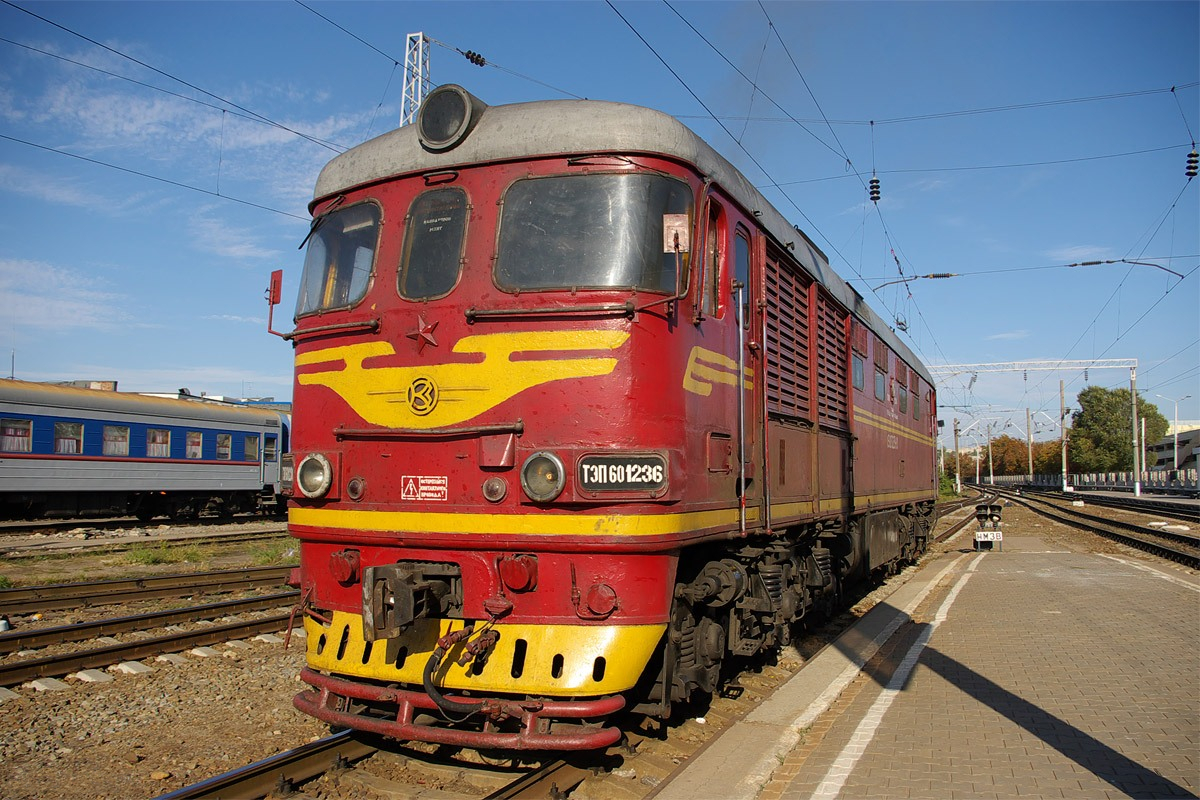
ТЭП60-1236, станция Ростов-Главный, Ростов-на-Дону. Октябрь 2008 года

## Конструкция

### Кузов
Тепловоз ТЭП60 имеет сварной кузов несущей конструкции с двумя кабинами управления. Силовая конструкция кузова, несущая основные виды нагрузок, состоит из двух продольных труб, по бокам которых располагаются балки коробчатого сечения, связанные с трубами и между собой четырьмя шкворневыми балками. Рама тележки была выполнена из штампованных и литых элементов, соединённых сваркой. Обшивка кузова — дюралюминий, и в связи с невозможностью сварки пришлось применить соединение обшивки с рамой заклёпками. По концам кузова размещены ударно-тяговые приборы — автосцепки СА-3. У тепловозов 2ТЭП60 в середине лобовой части 2-й кабины под средним окном находится межсекционный переход.

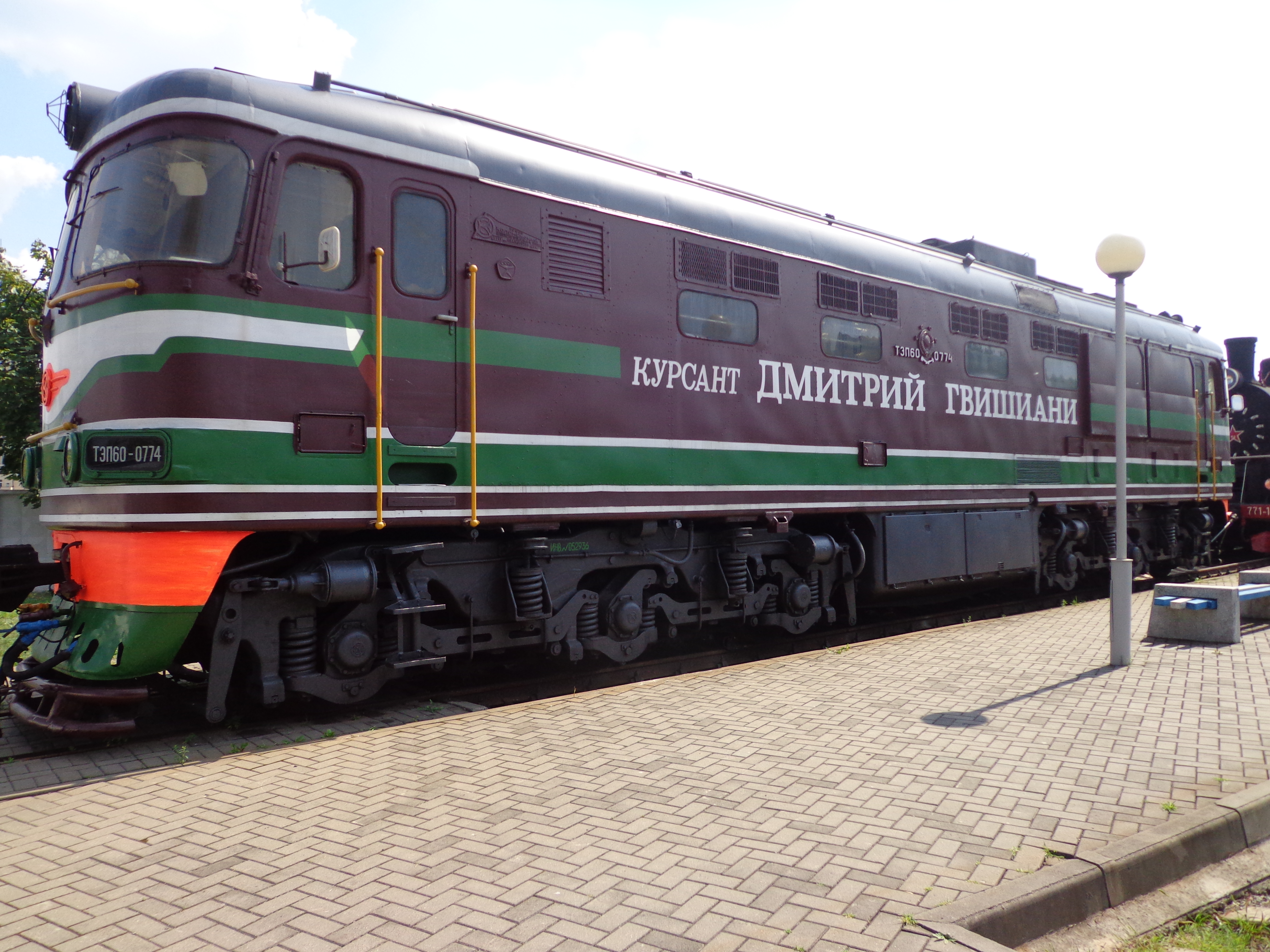
ТЭП60-0774, вид сбоку
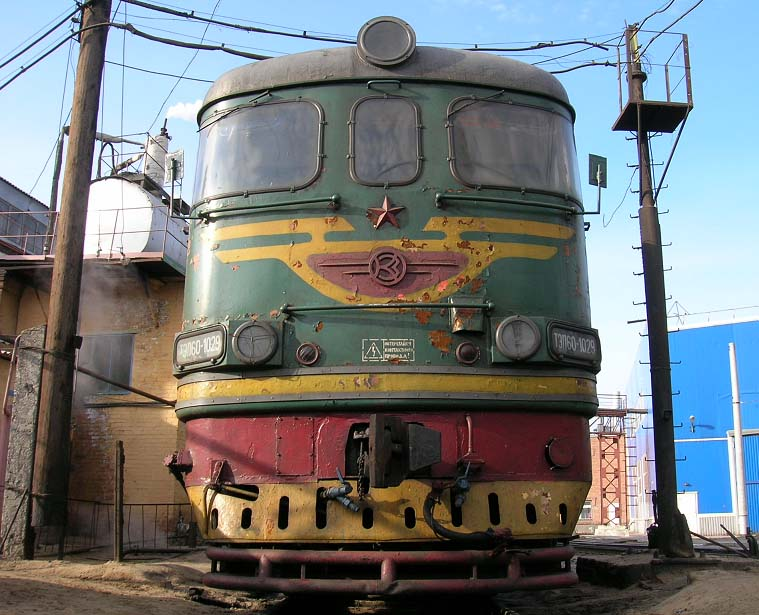
Зелёный ТЭП60-1029 в депо Сальск, вид спереди
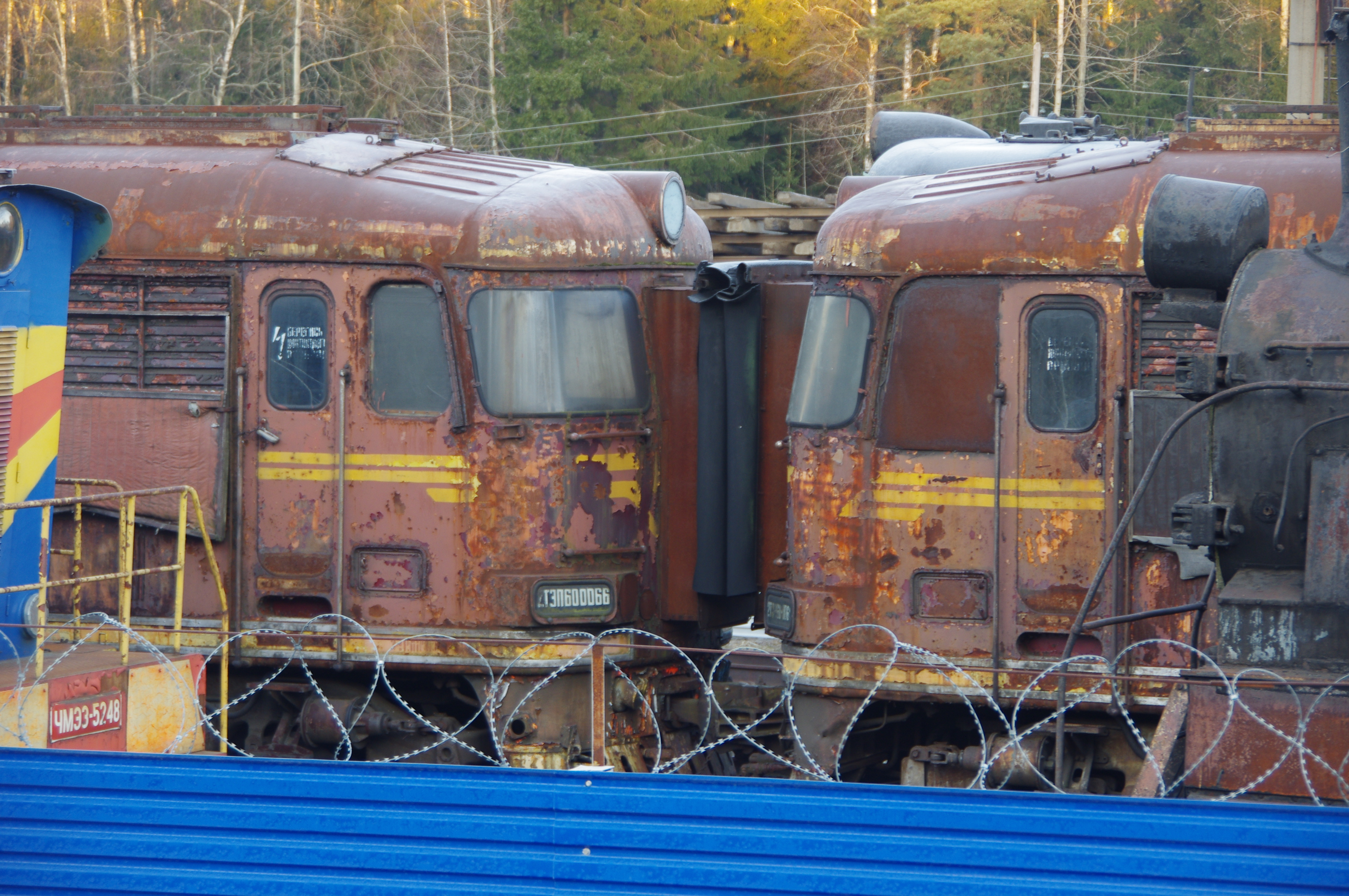
Межсекционный переход (нестандартный, без центрального окна) тепловоза 2ТЭП60-0066

### Тележки
Кузов опирается на две трёхосные тележки. Бесчелюстные буксы соединены с рамой тележки традиционными для советского локомотивостроения двумя резинометаллическими поводками, расположенными на разных уровнях с разных сторон буксы. К нижней части корпуса букс прикреплены буксовые балансиры, на концы которых опираются цилиндрические пружины. На крайние пружины опирается через резиновые амортизаторы рама тележки, а на каждую пару промежуточных пружин — концы балансиров. Внутри балансиров имеются листовые рессоры.
Тяговые электродвигатели имеют опорно-рамное подвешивание III класса (подрессоривание и двигателя, и редуктора) системы французской фирмы Альстом. Привод от тягового двигателя к колёсным парам был осуществлен при помощи полого вала, который соединяется с колёсными центрами поводками, имеющими на концах резинометаллические элементы. Тяговая передача — односторонняя, прямозубая.

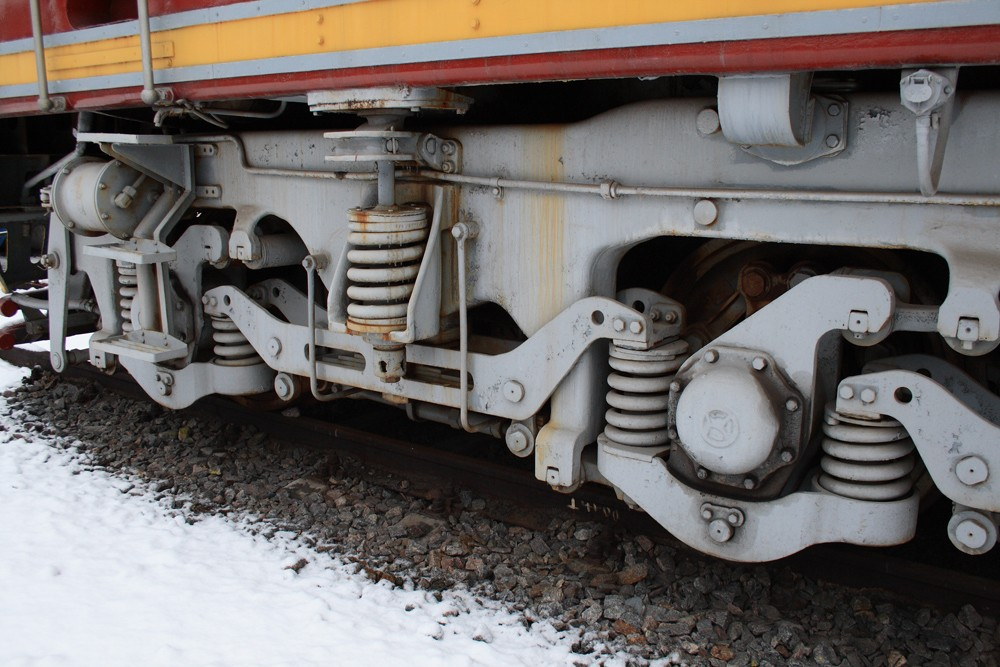
Часть тележки тепловоза ТЭП60
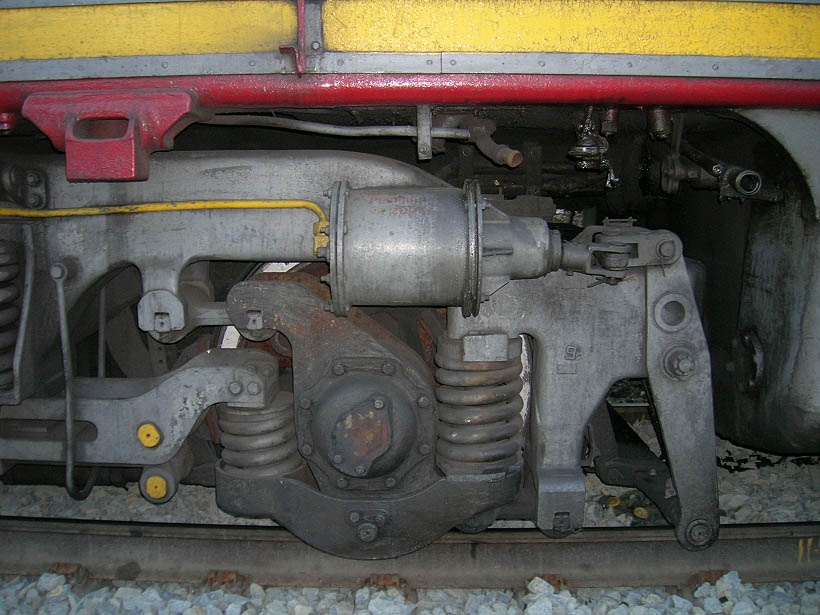
Часть тележки тепловоза ТЭП60

### Дизель и электрооборудование

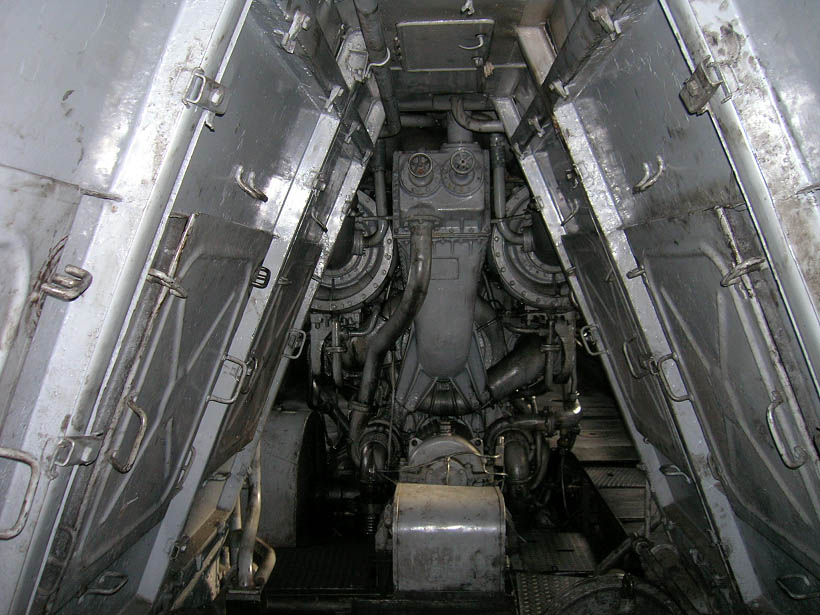
Агрегаты наддува дизеля 11Д45

На тепловозе установлен 16-цилиндровый двухтактный дизель 11Д45 серии ДН23/30 номинальной мощностью 3000 л. с., спроектированный для этого тепловоза Коломенским заводом. Дизель приводит во вращение коллекторный тяговый генератор МПТ-120/55А мощностью 2000 кВт (в дальнейшем при выпуске тепловоза тяговый генератор был заменён на ГП-311В). На тепловозе установлены тяговые электродвигатели ЭД-101 мощностью 310 кВт (в дальнейшем при выпуске тепловоза применены двигатели ЭД-105, а позже — ЭД-108). Все шесть тяговых двигателей соединены параллельно, предусмотрены две ступени ослабления возбуждения (55 и 35 %).
Электрическое оборудование для тепловоза было спроектировано и изготовлено на Харьковском заводе «Электротяжмаш». Принцип действия электропередачи такой же, как у тепловозов серий М62 и ТЭ10. Ток, выработанный коллекторным вспомогательным генератором ВГ (питающим также цепи управления), подаётся на возбуждение однофазного синхронного подвозбудителя СПВ. Выработанный СПВ переменный ток через распределительный трансформатор ТР питает несколько узлов, состоящих из реостатов и трансформаторов постоянного тока, контролирующих ток и напряжение главного генератора, и индуктивный датчик нагрузки дизеля. Снятые с них сигналы суммируются и усиливаются в магнитном усилителе (амплистате), выходной ток выпрямляется и подаётся на возбуждение коллекторного возбудителя В. Выработанный В ток направляется в обмотки возбуждения тягового генератора. ВГ и В объединены в одном корпусе и именуются двухмашинным агрегатом.

### Система охлаждения
На тепловозе применена двухконтурная, применённая впоследствии практически на всех отечественных тепловозах, система охлаждения: в первом контуре циркулирует вода, охлаждавшая дизель, а во втором — вода, охлаждавшая масло дизеля в водомасляном теплообменнике. Воздух через секции, охлаждавшие воду, прогонялся двумя аксиальными шестилопастными вентиляторами, приводившимися во вращение девятицилиндровыми аксиально-поршневыми гидромоторами.

### Пневматическая система
Сжатый воздух, нагнетаемый в главные резервуары компрессором КТ7, используется для обеспечения работы тормозов на локомотиве и в поезде, обеспечения работы пневмоконтакторов, привода реверсоров, подачи звуковых сигналов свистком (тихий) и тифоном (громкий), работы пневмопривода стеклоочистителей.

### Кабина машиниста
Кабина машиниста имеет в лобовой части 2 широких окна и одно узкое по центру. Пульт машиниста расположен в правой части кабины, пульт помощника — с левой.
В локомотивных депо тепловозы проходили модернизации, в основном связанные с установкой приборов безопасности. В частности, в депо Саратов на тепловозы ТЭП60 в 1990-е годы устанавливались приборы безопасности: скоростемеры КПД-3 производства ПАО «Электромеханика».

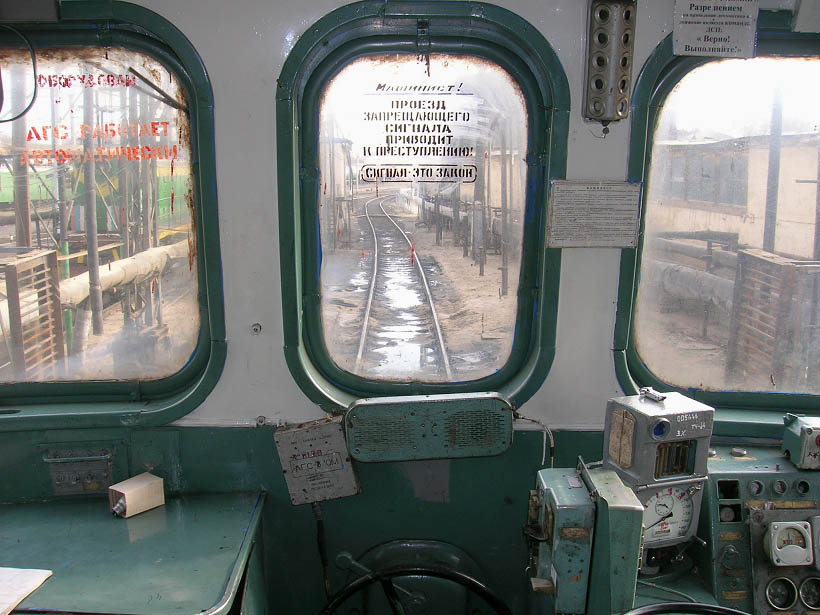
Середина кабины ТЭП60
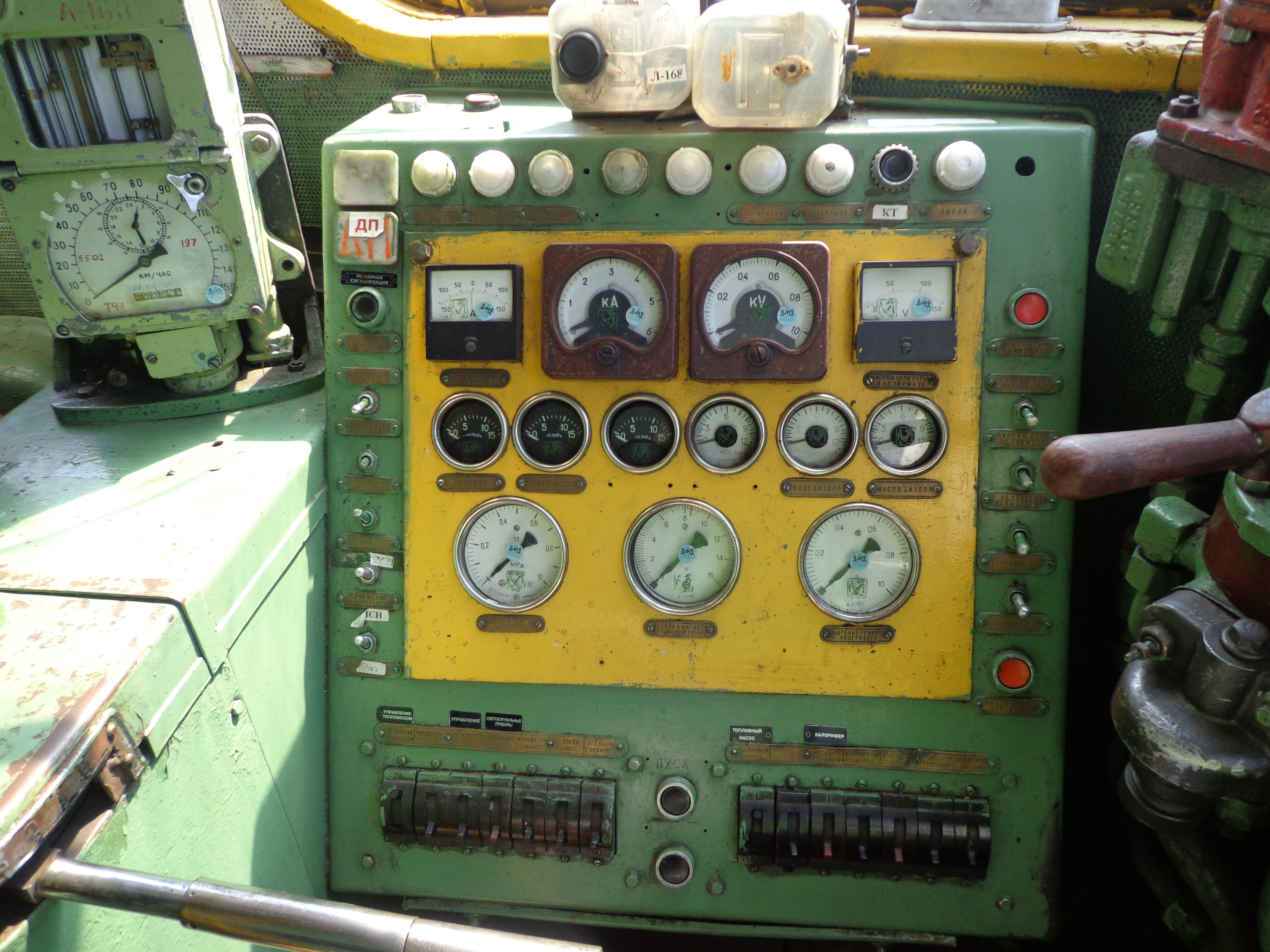
Пульт машиниста
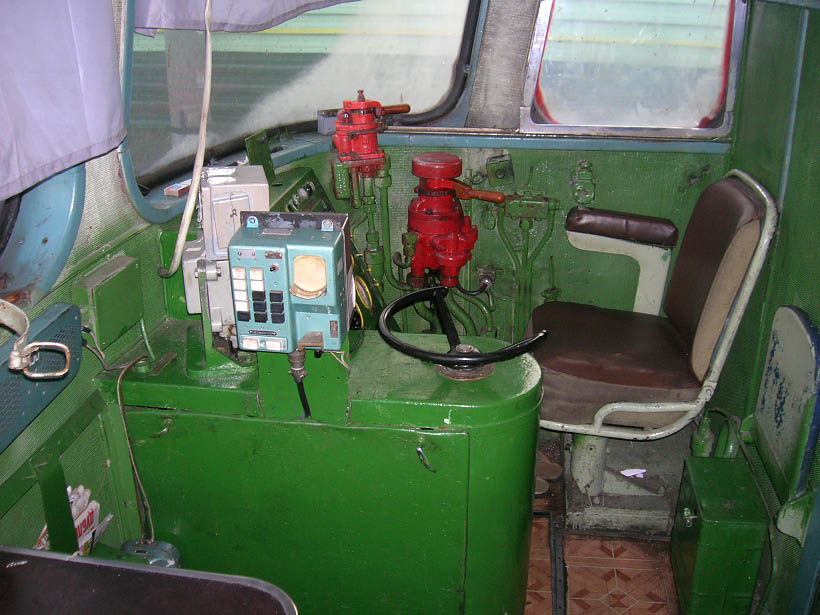
Рабочее место машиниста тепловоза ТЭП60

## Локомотивы, созданные на базе ТЭП60
- ТГП50 — опытный пассажирский тепловоз с гидропередачей, построенный на Коломенском заводе в 1962 году. Всего выпущено 2 локомотива. Имеет кузов, созданный на базе ТЭП60, однако имеет некоторые различия — в частности, длина кузова у ТГП50 на 2 метра больше, чем у ТЭП60. Тепловозы были порезаны на металлолом в 1970-х годах.
- ГП1 — газотурбовоз, построенный на Коломенском заводе в 1964 году. Выпущено 2 локомотива. Кузов (с незначительными отличиями), тележки, тяговые электродвигатели ЭД-105А и редукторы от ТЭП60. В результате около 43 % деталей оказались одинаковыми с деталями ТЭП60. Газотурбовозы поступили для эксплуатации в депо Льгов. В 1990-х годах разрезаны на металлолом.

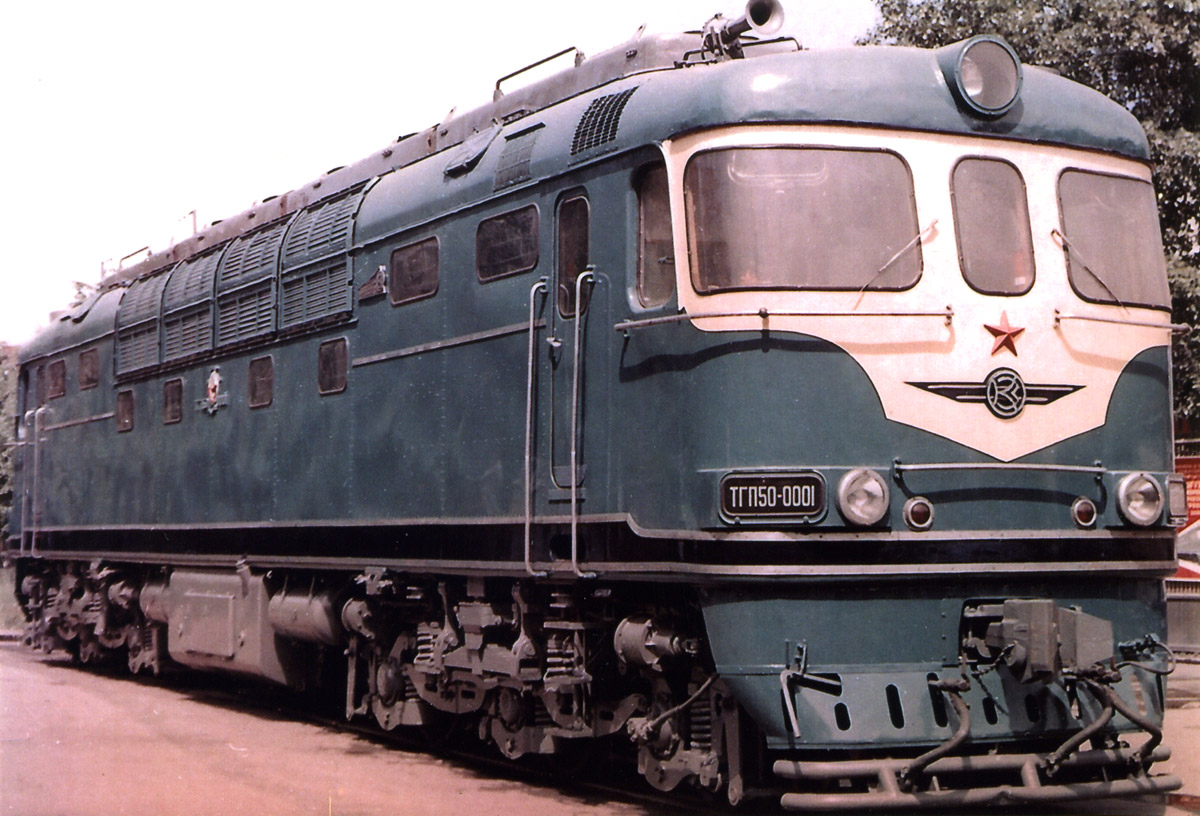
Тепловоз ТГП50
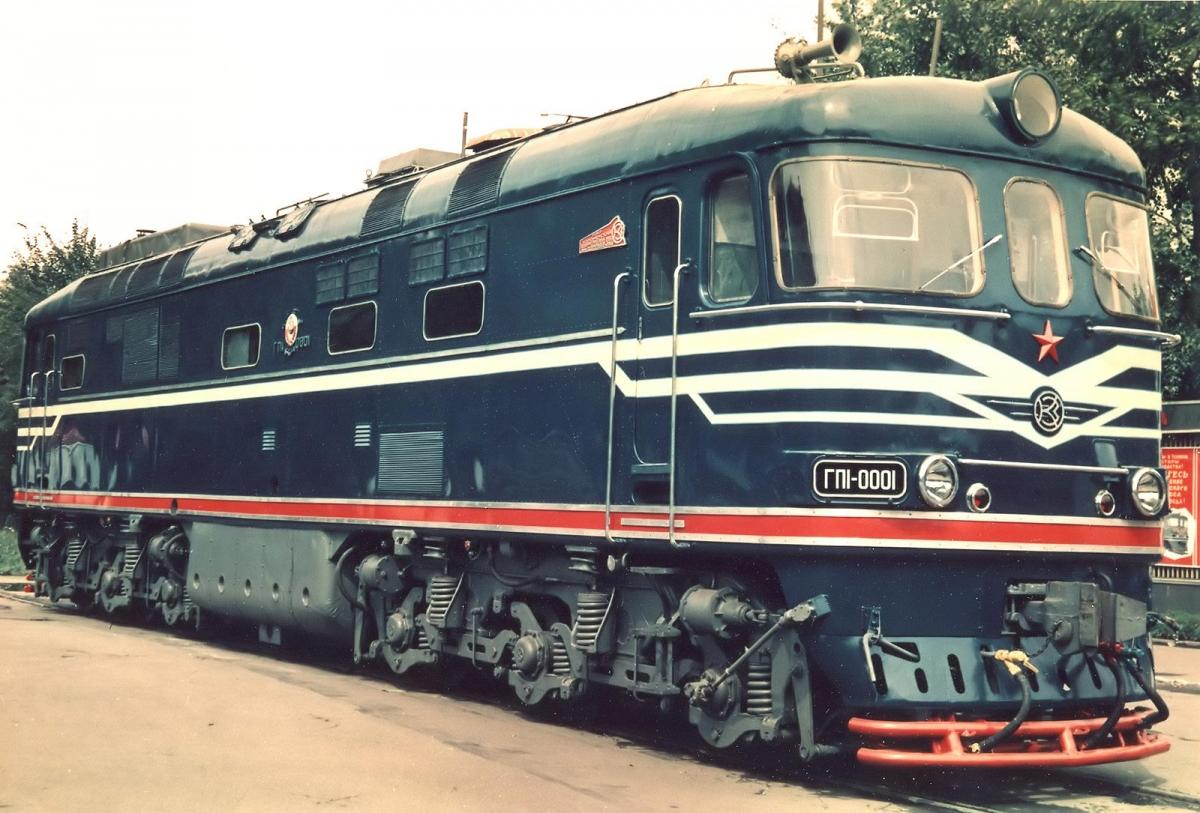
Газотурбовоз ГП1

## Ремонтные заводы
- Полтавский тепловозоремонтный завод
- Воронежский тепловозоремонтный завод
- Мичуринский локомотиворемонтный завод

## Тепловозы ТЭП60 в культуре

### На почтовых марках

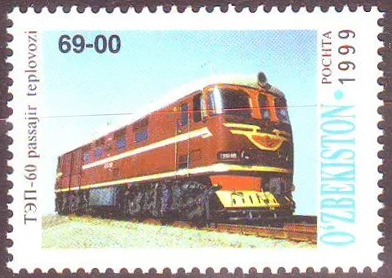
ТЭП60 на узбекистанской почтовой марке